# Microsoft Flight Simulator 2020
Microsoft Flight Simulator (también conocido como Flight Simulator 2020, abreviado FS2020 o MSFS) es un simulador de vuelo desarrollado por Asobo Studio y distribuido por Xbox Game Studios para el sistema operativo Windows 10. El acceso al juego fue propuesto mediante prepago desde el 13 de julio de 2020 y salió al mercado el 18 del mes siguiente, en agosto. El simulador se lanzó para Xbox Series X|S el 27 de julio de 2021.
Precedido por Microsoft Flight Simulator X, este simulador es la undécima versión de la serie y la primera versión en tener la capacidad de simular toda la Tierra. Para ello utiliza texturas y datos topográficos de Bing Maps. Las representaciones tridimensionales del entorno, como el terreno, los árboles, los edificios y el agua, han sido generadas utilizando la tecnología Microsoft Azure.

## Descripción
Flight Simulator cuenta con el motor de juego desarrollado internamente por Asobo, y aprovecha los datos de Bing Maps y la IA de Azure que analiza datos de mapas y fotogrametría para generar modelos 3D fotorrealistas de edificios, árboles, terrenos, etc. Esto permite que el simulador represente la mayoría de las partes del mundo en 3D realismo fotográfico y otras partes en alta definición. También cuenta con sistemas físicos y meteorológicos realistas, y utiliza datos meteorológicos del mundo real. Un ejemplo utilizado en el E3 2019 fue que si estaba lloviendo en algún lugar de la vida real, estaría lloviendo en el juego. Se ha dicho que las nubes individuales tendrán sus propios comportamientos y que afectarán el rendimiento de la aeronave dependiendo de su ubicación dentro del sistema. Debido a esto también puedes convertirte en un auténtico cazador de huracanes en tiempo real.
Flight Simulator puebla las carreteras con vehículos, el agua fluye de manera realista según la dirección del viento, y los árboles tienen hojas individuales, creando la ilusión de un mundo vivo. Cuenta con más de dos millones de ciudades y pueblos y más de 40 000 aeropuertos del mundo real.

## Desarrollo
Flight Simulator se anunció en el E3 2019 el 9 de junio. Es la primera entrada importante en la serie desde Microsoft Flight Simulator X de 2006, luego de un largo período de incertidumbre sobre el futuro de la serie después del cierre de Aces Game Studio en 2009. Es desarrollado por el estudio francés Asobo Studio y fue publicado por Xbox Game Studios el 18 de agosto de 2020
Se esperaba un lanzamiento en Xbox One pero el 11 de diciembre de 2020 se anunció un lanzamiento para Xbox Series X|S que se lanzó el 27 de julio de 2021

## Versiones[9]
FS2020 está disponible en tres diferentes versiones: Standard, Deluxe y Premium. Cada versión incluye nuevos aviones y aeropuertos.

### Aviones
| MODELO                        | FABRICANTE            | STANDARD | DELUXE | PREMIUM |
| A320neo                       | Airbus                | Sí       | Sí     | Sí      |
| Pitts Special S2S             | Aviat                 | Sí       | Sí     | Sí      |
| 747-8                         | Boeing                | Sí       | Sí     | Sí      |
| XCub                          | CubCrafters           | Sí       | Sí     | Sí      |
| TBM 930                       | Daher                 | Sí       | Sí     | Sí      |
| DA62                          | Diamond Aircraft      | Sí       | Sí     | Sí      |
| DA40 NG                       | Diamond Aircraft      | Sí       | Sí     | Sí      |
| EXTRA 330LT                   | EXTRA                 | Sí       | Sí     | Sí      |
| Flight Design CTSL            | Flight Design         | Sí       | Sí     | Sí      |
| ICON A5                       | ICON Aircraft         | Sí       | Sí     | Sí      |
| VL-3                          | JMB Aircraft s.r.o    | Sí       | Sí     | Sí      |
| Mudry CAP 10                  | Robin Aircraft SAS    | Sí       | Sí     | Sí      |
| DR400-100 Cadet               | Robin Aircraft SAS    | Sí       | Sí     | Sí      |
| Beechcraft Bonanza G36        | Textron Aviation Inc. | Sí       | Sí     | Sí      |
| Beechcraft Bonanza 350i       | Textron Aviation Inc. | Sí       | Sí     | Sí      |
| Cessna 152                    | Textron Aviation Inc. | Sí       | Sí     | Sí      |
| Cessna 172 Skyhawk (G1000)    | Textron Aviation Inc. | Sí       | Sí     | Sí      |
| Cessna 208 B Grand Caravan EX | Textron Aviation Inc. | Sí       | Sí     | Sí      |
| Cessna Citation CJ4           | Textron Aviation Inc. | Sí       | Sí     | Sí      |
| Savage Cub                    | Zlin Aviation         | Sí       | Sí     | Sí      |
| DA40-TDI                      | Diamond Aircraft      |          | Sí     | Sí      |
| DV20                          | Diamond Aircraft      |          | Sí     | Sí      |
| Beechcraft Baron G58          | Textron Aviation Inc. |          | Sí     | Sí      |
| Cessna 152 Aerobat            | Textron Aviation Inc. |          | Sí     | Sí      |
| Cessna 172 Skyhawk            | Textron Aviation Inc. |          | Sí     | Sí      |
| 787-10 Dreamliner             | Boeing                |          |        | Sí      |
| SR22                          | Cirrus Aircraft       |          |        | Sí      |
| Virus SW 121                  | Pipistrel             |          |        | Sí      |
| Cessna Citation Longitude     | Textron Aviation Inc. |          |        | Sí      |
| Shock Ultra                   | Zlin Aviation         |          |        | Sí      |
| TOTAL                         |                       | 20       | 25     | 30      |

### Aeropuertos
| AEROPUERTO                                                  | CÓDIGO OACI | ESTÁNDAR | DELUXE | PREMIUM |
| Aeropuerto del Condado de Aspen-Pitkin (Estados Unidos)     | KASE        | Sí       | Sí     | Sí      |
| Aeródromo de Bugalaga (CAMA) (Indonesia)                    | WX53        | Sí       | Sí     | Sí      |
| Aeródromo de Chagual (Perú)                                 | SPGL        | Sí       | Sí     | Sí      |
| Altipuerto de Courchevel (Francia)                          | LFLJ        | Sí       | Sí     | Sí      |
| Aeropuerto Donegal (Irlanda)                                | EIDL        | Sí       | Sí     | Sí      |
| Aeropuerto Internacional de Entebbe (Uganda)                | HUEN        | Sí       | Sí     | Sí      |
| Aeropuerto de Madeira (Portugal)                            | LPMA        | Sí       | Sí     | Sí      |
| Aeropuerto de Gibraltar (Gibraltar/RU)                      | LXGB        | Sí       | Sí     | Sí      |
| Aeropuerto de Innsbruck (Austria)                           | LOWI        | Sí       | Sí     | Sí      |
| Aeropuerto Internacional de Los Ángeles (Estados Unidos)    | KLAX        | Sí       | Sí     | Sí      |
| Aeropuerto Tenzing-Hillary (Nepal)                          | VNLK        | Sí       | Sí     | Sí      |
| Aeropuerto Nanwalek (Estados Unidos)                        | KEB         | Sí       | Sí     | Sí      |
| Aeropuerto Internacional John F. Kennedy (Estados Unidos)   | KJFK        | Sí       | Sí     | Sí      |
| Aeropuerto Internacional de Orlando (Estados Unidos)        | KMCO        | Sí       | Sí     | Sí      |
| Aeropuerto de París-Charles de Gaulle (Francia)             | LFPG        | Sí       | Sí     | Sí      |
| Aeropuerto Internacional de Paro (Bután)                    | VQPR        | Sí       | Sí     | Sí      |
| Aeropuerto de Queenstown (Nueva Zelanda)                    | NZQN        | Sí       | Sí     | Sí      |
| Aeropuerto Internacional Mariscal Sucre (Ecuador)           | SEQM        | Sí       | Sí     | Sí      |
| Aeropuerto Internacional de Galeão (Brasil)                 | SBGL        | Sí       | Sí     | Sí      |
| Aeropuerto Juancho E. Yrausquin (Caribe Neerlandés)         | TNCS        | Sí       | Sí     | Sí      |
| Aeropuerto Gustaf III (San Bartolomé / Francia)             | TFFJ        | Sí       | Sí     | Sí      |
| Aeropuerto Internacional de Seattle-Tacoma (Estados Unidos) | KSEA        | Sí       | Sí     | Sí      |
| Aeropuerto Sedona (Estados Unidos)                          | KSEZ        | Sí       | Sí     | Sí      |
| Aeródromo Sirena (Costa Rica)                               | MRSN        | Sí       | Sí     | Sí      |
| Aeropuerto de Stewart (Canadá)                              | CZST        | Sí       | Sí     | Sí      |
| Aeropuerto Internacional Kingsford Smith (Australia)        | YSSY        | Sí       | Sí     | Sí      |
| Aeropuerto Regional de Telluride (Estados Unidos)           | KTEX        | Sí       | Sí     | Sí      |
| Aeropuerto Internacional de Haneda (Japón)                  | RJTT        | Sí       | Sí     | Sí      |
| Aeropuerto Internacional Toncontín (Honduras)               | MHTG        | Sí       | Sí     | Sí      |
| Aeropuerto Toronto City Centre (Canadá)                     | CYTZ        | Sí       | Sí     | Sí      |
| Aeropuerto de Ámsterdam-Schiphol (Países Bajos)             | EHAM        |          | Sí     | Sí      |
| Aeropuerto Internacional de El Cairo (Egipto)               | HECA        |          | Sí     | Sí      |
| Aeropuerto Internacional de Ciudad del Cabo (Sudáfrica)     | FACT        |          | Sí     | Sí      |
| Aeropuerto Internacional O'Hare (Estados Unidos)            | KORD        |          | Sí     | Sí      |
| Aeropuerto Adolfo Suárez Madrid-Barajas (España)            | LEMD        |          | Sí     | Sí      |
| Aeropuerto Internacional de Denver (Estados Unidos)         | KDEN        |          |        | Sí      |
| Aeropuerto Internacional de Dubái (Emiratos Árabes)         | OMDB        |          |        | Sí      |
| Aeropuerto de Fráncfort del Meno (Alemania)                 | EDDF        |          |        | Sí      |
| Aeropuerto de Londres-Heathrow (Reino Unido)                | EGLL        |          |        | Sí      |
| Aeropuerto Internacional de San Francisco (Estados Unidos)  | KSFO        |          |        | Sí      |
| TOTAL                                                       |             | 30       | 35     | 40      |